# Pongok
Pongok is een bestuurslaag in het regentschap Bangka Selatan van de provincie Bangka-Belitung, Indonesië. Pongok telt 3357 inwoners (volkstelling 2010).